# Wilhelm von Kamptz
Wilhelm Adolf Ernst von Kamptz (* 2. Juli 1807 in Goldap; † 25. Dezember 1889 in Ehrenbreitstein) war ein preußischer Generalmajor.

## Leben

### Herkunft
Seine Eltern waren der preußische Generalmajor August Ernst von Kamptz (1757–1817) und dessen Ehefrau Caroline Juliane, geborene de l’Homme de Courbiere (1776–1843). Sie war die jüngste Tochter des preußischen Generalfeldmarschalls Wilhelm René de l’Homme de Courbière.

### Militärische Laufbahn
Kamptz besuchte die Kadettenhäuser in Kulm und Berlin. Am 8. April 1825 wurde er als Portepeefähnrich dem 23. Infanterie-Regiment der Preußischen Armee überwiesen. Dort avancierte er Mitte März 1827 zum Sekondeleutnant und kam am 30. März 1830 nach Glogau zum 6. Infanterie-Regiment. Mitte Dezember 1831 folgte seine Kommandierung zur 5. Artillerie-Brigade. Am 14. Februar 1837 wurde Kamptz dem Verband aggregiert und als Artillerieoffizier bei der Feuerwerksabteilung in Spandau verwendet. Unter Belassung in dieser Stellung aggregierte man ihn als Premierleutnant am 5. Juli 1840 der 8. Artillerie-Brigade. Vom 5. Juni 1841 bis zum 26. Februar 1842 war Kamptz bei der 3. Artillerie-Brigade tätig. Anschließend wurde er Adjutant bei der 1. Artillerie-Inspektion in Stettin unter Generalmajor von Scharnhorst. Mit seiner Beförderung zum Hauptmann erhielt Kamptz die Ernennung zum 1. Adjutanten. Während der Badischen Revolution war er an der Belagerung der Festung Rastatt beteiligt. Nach der Kapitulation der Festung war Kamptz Artillerieoffizier vom Platz in Rastatt. Am 12. August 1850 wurde er dem 8. Artillerie-Regiment aggregiert und zur Führung der 2. Festung-Artillerie-Kompanie in Koblenz und Ehrenbreitstein kommandiert. Daran schloss sich ab 18. Mai 1853 eine Verwendung als Artillerieoffizier vom Platz in Neiße an. Kurz darauf zum Major befördert, wurde er am 25. September 1855 als Abteilungskommandeur in das 4. Artillerie-Regiment nach Magdeburg versetzt. Von dort kehrte Kamptz am 21. April 1859 mit der Ernennung zum Inspekteur der 3. Artillerie-Festungs-Inspektion nach Koblenz zurück. In dieser Eigenschaft avancierte er bis Mitte Oktober 1861 zum Oberst und erhielt anlässlich des Ordensfestes am 18. Januar 1863 den Roten Adlerorden III. Klasse mit Schleife. Am 25. Juni 1864 wurde Kamptz zum Kommandeur des Rheinischen Festungsartillerie-Regiments Nr. 8 ernannt, bis er schließlich am 4. September 1865 unter Verleihung des Charakters als Generalmajor mit der gesetzlichen Pension seinen Abschied erhielt.

### Familie
Kamptz heiratete am 7. April 1838 in Berlin Luitgarde Hulda Ferdinande Henriette de l’Homme de Courbière (1820–1844). Sie war die Tochter des Landrats Ferdinand August de l’Homme de Courbière (1786–1825). In zweiter Ehe war Kamptz seit dem 15. Dezember 1846 mit Johanna Ernestine von Velten (1825–1902) verheiratet. Aus der Ehe gingen mehrere Kinder hervor, darunter der spätere preußische Generalmajor Oltwig von Kamptz (1857–1921).